# Tom Berendsen

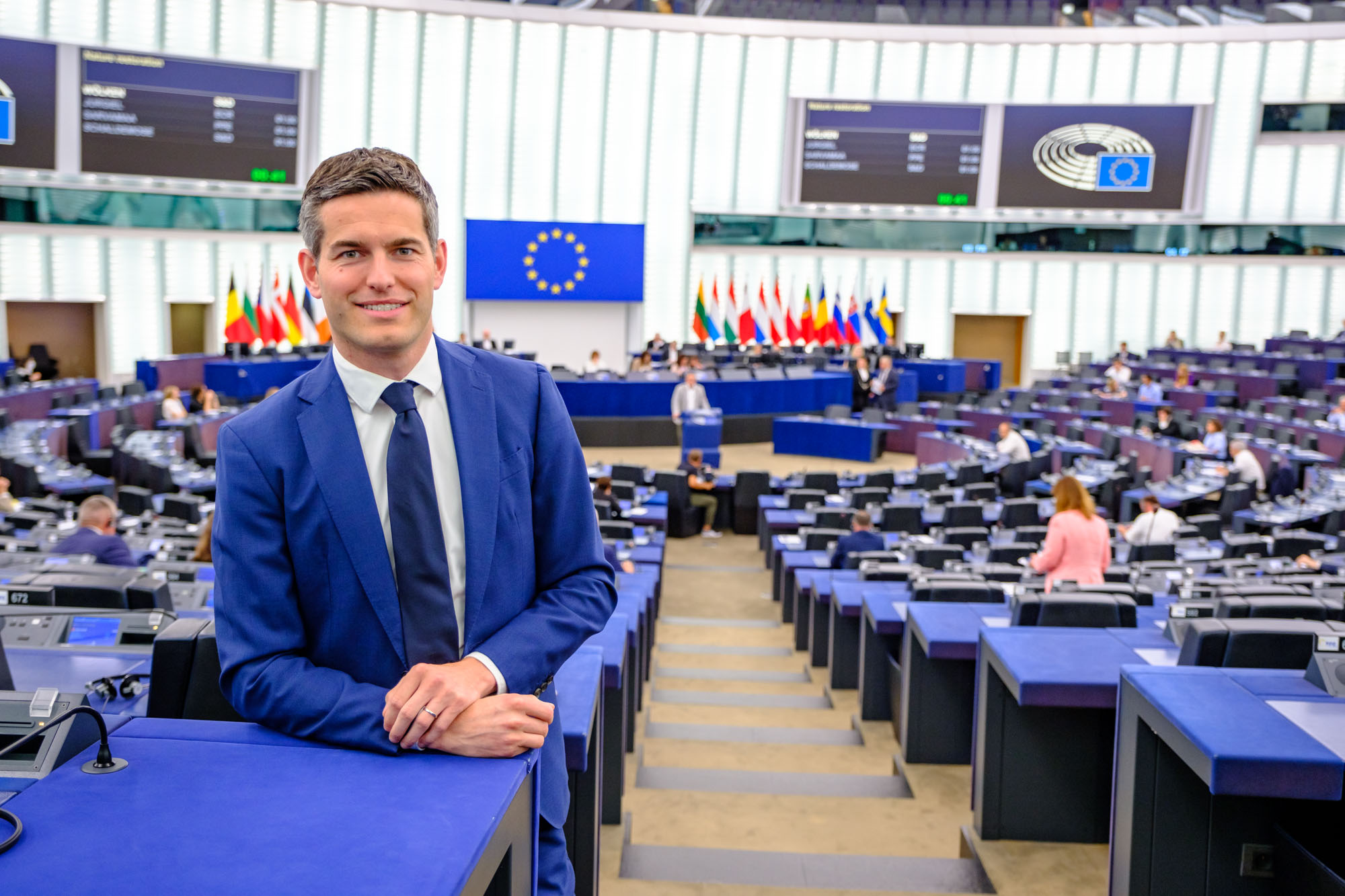
Tom Berendsen

Tom Berendsen ist ein niederländischer Politiker des Christlich-Demokratischen Appells (CDA), der seit 2019 Mitglied des Europäischen Parlaments ist.

## Ausbildung und Berufseinstieg
Berendsen studierte öffentliche Verwaltung an der Universität Tilburg und im Rahmen des Erasmus-Austauschs an der Katholischen Universität Leuven. Nach seinem Studium zog Berendsen nach Brüssel, wo er Lobbyist für Nordbrabant wurde. Von 2009 bis 2015 war er für die CDA-Delegation beim Europäischen Parlament tätig. Später arbeitete er als Nachhaltigkeitsberater für PricewaterhouseCoopers in den Niederlanden.

## Politische Karriere
Berendsen ist seit der Europawahl 2019 Mitglied des Europäischen Parlaments. Im Parlament ist er seitdem im Ausschuss für Industrie, Forschung und Energie und im Ausschuss für regionale Entwicklung tätig. Neben seinen Ausschussaufgaben gehört er der Parlamentsdelegation für die Beziehungen zum Panafrikanischen Parlament an. Außerdem ist er Mitglied der URBAN Intergroup. Nachdem er bei der Europawahl 2024 wiedergewählt wurde, ist er in der 10. Legislaturperiode (2024–2029) Mitglied im Ausschuss für Industrie, Forschung und Energie und im Ausschuss für Verkehr und Tourismus sowie stellvertretendes Mitglied im Ausschuss für konstitutionelle Fragen.